# Ocotea beulahiae
Ocotea beulahiae är en lagerväxtart som beskrevs av Baitello. Ocotea beulahiae ingår i släktet Ocotea och familjen lagerväxter. Inga underarter finns listade i Catalogue of Life.